# Zwiastowanie (obraz Tycjana)
Zwiastowanie – obraz renesansowego włoskiego malarza Tycjana.
Obraz znajduje się w kościele San Salvador w Wenecji. Jest to późne dzieło Tycjana. Dotyczy zdarzenia opisanego jedynie w Ewangelii Łukasza. Bóg posyła Archanioła Gabriela do Marii, by zapowiedział narodzenie Syna poczętego z Ducha Świętego.

## Opis obrazu
Tycjan odstąpił od tradycyjnie przedstawianej sceny. Anioł zamiast zstępować do komnaty, przychodzi do Marii na obłoku wśród zastępów innych aniołów. Maria klęczy pomiędzy kolumnami po lewej stronie a klęcznikiem i wazonem po prawej stronie. Realistycznie namalowany wazon zawiera gorejące kwiaty nawiązujące do starotestamentowej przypowieści o płonącym krzewie, który ujrzał Mojżesz na pustyni. Krzew, a w tym przypadku kwiaty, symbolizują przyszłe narodziny Jezusa z Marii Dziewicy.